# Schiller-Gymnasium Hof
Das Schiller-Gymnasium (SGH) ist das größte der drei Gymnasien in Hof (Saale). Es ist nach dem Dichter Friedrich Schiller (1759–1805) benannt. Das Hauptgebäude der Schule ist seit 1965 das Schiller-Schulhaus, gelegen im Hofer Westend. Weitere Unterrichtsräume befinden sich im etwa 50 Meter entfernten Altstädter Schulhaus.
Am 6. März 2013 erhielt das SGH den Titel „Schule ohne Rassismus – Schule mit Courage“. Die Patenschaft übernahm der 2016 verstorbene langjährige Leiter der Internationalen Hofer Filmtage Heinz Badewitz. Seit 2018 ist die Schule auch Umweltschule in Europa. Das Gymnasium ist eine von 64 MINT-EC-Schulen in Bayern.

## Profil
Im Schiller-Gymnasium bestehen zwei verschiedene gymnasiale Zweige: der naturwissenschaftlich-technologische Zweig sowie der wirtschafts- und sozialwissenschaftliche Zweig mit wirtschaftswissenschaftlichem Profil. Als zweite Fremdsprache kann nach Englisch neben Französisch und Latein gewählt werden. Ab der 10. Klasse besteht die Möglichkeit, eine der beiden bisherigen Fremdsprachen durch Italienisch zu ersetzen. Von den jeweiligen Einschulungsjahrgängen werden am Schiller-Gymnasium durchschnittlich etwa 70 % der Schüler zum Abitur geführt.
Jedes Jahr finden Austauschprogramme mit Loué bei Le Mans und Villeneuve-la-Garenne bei Paris in Frankreich, Mogliano Veneto bei Venedig in Italien und Joensuu in Finnland statt.
Am letzten Sonntag vor den Sommerferien findet jährlich auf dem Schulgelände ein großes Schulfest statt. Dort gibt es neben einheimischen Gerichten und Musik von einer Lehrerband eine Lotterie, einen Bücherbasar und verschiedene Sonderveranstaltungen einzelner Klassen. 2020 und 2021 wurde das Fest aufgrund der Corona-Pandemie abgesagt.

## Geschichte

Schiller-Gedenktafel

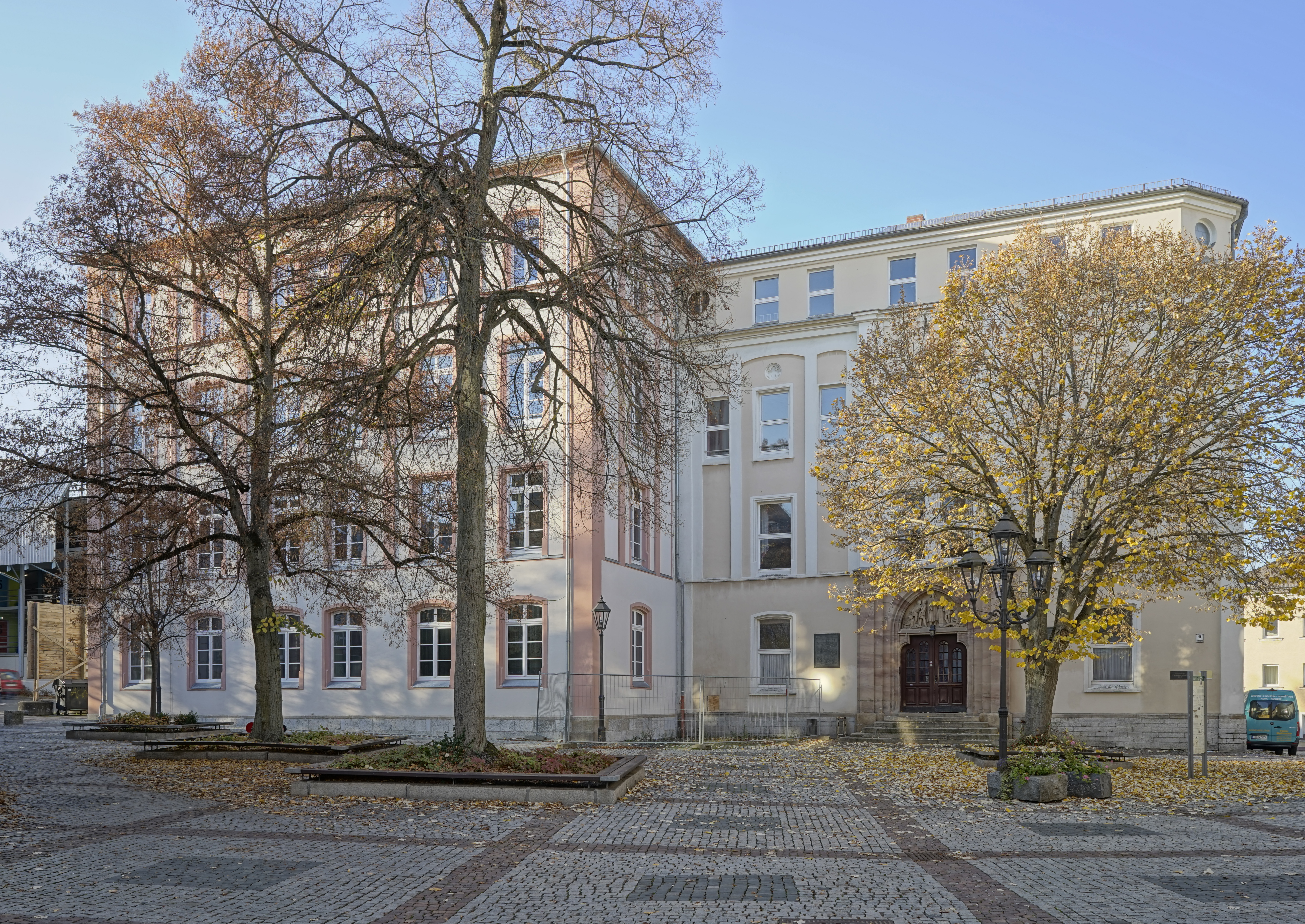
Ehemaliges Schulgebäude der Oberrealschule am Schlossplatz, heute FOS/BOS

Das heutige Schiller-Gymnasium wurde 1833 als Hofer Gewerbeschule gegründet. 44 Jahre später, 1877, wurde daraus eine Realschule. Nach weiteren 45 Jahren, im Jahr 1922, wurde die Realschule zur Oberrealschule erweitert. 1925 fand die erste Abiturprüfung statt. Im Jahre 1938 erfolgte die Umwandlung der Schule in eine Oberschule für Jungen. Nach dem Zweiten Weltkrieg wurde die Bildungsanstalt ab 1946 wieder als Oberrealschule geführt. Seit dem Umzug ins Schiller-Schulhaus 1965 heißt die Schule Schiller-Gymnasium Hof. Im September 2015 feiert die Schule ihr 50-jähriges Namensjubiläum mit einem Festakt.

## Gebäude

Hof – 360°-Blick vom Pausenhof des Schiller-Gymnasiums. Hier klicken zum Umschauen

Das Schiller-Schulhaus wurde ursprünglich für die Volksschule im Hofer Westend errichtet. Der Bau des Gebäudes begann im Jahr 1905, dem einhundertsten Todesjahr des Namenspatrons Friedrich Schiller. Das Schulhaus wurde im Stil der Neu-Renaissance errichtet und 1907 eingeweiht. Gegen Ende des Zweiten Weltkrieges diente das Gebäude als Lazarett. Bis 1963 war wieder die Volksschule im Gebäude untergebracht. Anschließend wurde das Gebäude im sachlichen Stil der 1960er-Jahre renoviert. Seit 1965 beherbergt das Schiller-Schulhaus die Oberrealschule für Jungen, das heutige Schiller-Gymnasium. Vor dem 100. Jubiläum der Einweihung im Jahr 2007 konnte die Generalsanierung des Schulhauses abgeschlossen werden.

### Hauptgebäude
Das Hauptgebäude ist ein hufeisenförmig angelegtes Gebäude, das den Pausenhof umschließt. Es hat vier Obergeschosse und drei Eingänge (Haupteingang, Eingang Westendstraße, Eingang Wilhelmstraße). Im Erdgeschoss sind Werkräume und die Aula, im ersten Stockwerk die Räume für naturwissenschaftliche Unterrichtsfächer und im vierten Stock die Fachräume für Musik, Informatik und Kunst.
Die Aula war bis zur Renovierung eine Turnhalle mit Holzboden. Seitdem ist sie eine Pausenhalle mit Granitboden, in der einige Bänke zum Aufenthalt während der Pausen aufgestellt sind. Über einen Aufzug ist der Kellerraum erreichbar, in dem Stühle gelagert werden, mit denen bei Veranstaltungen die Halle bestückt werden kann.
Oberhalb der beiden äußeren Treppenhäuser befinden sich zwei Türme, die beim Bau zu dekorativen Zwecken geplant wurden und über den Dachboden begehbar sind. Dort befindet sich auch eine Wetterstation.
Bei der Renovierung im Jahr 2007 wurde am Flügel Westendstraße ein sechseckiger zweigeschossiger Pavillon mit vier zusätzlichen Klassenzimmern errichtet, der über den Flur des Erdgeschosses erreicht werden kann. Er weicht architektonisch vom Baustil des Hauptgebäudes ab.

### Altstädter Schule
Die Altstädter Schule an der Kreuzung Marienstraße/Luitpoldstraße ist eine Außenstelle des Schiller-Gymnasiums. Im Erdgeschoss befindet sich eine Turnhalle, darüber liegen zwei Obergeschosse mit Klassenräumen. Dort ist die Oberstufe, also die Qualifizierungsphase Q11 und Q12, sowie das Büro der Oberstufenkoordinatoren untergebracht. Im Erdgeschoss befinden sich außerdem noch die Aufenthaltsräume der Oberstufe sowie zwei weitere Klassenzimmer. Da die Altstädter Schule nicht über alle Fachräume verfügt, wechseln die Klassen der beiden Oberstufenjahrgänge regelmäßig zwischen der Altstädter Schule und dem Hauptgebäude.

### Sportstätten
- Altstädter Turnhalle in der Altstädter Schule
- Jahnhalle und Jahnplatz an der Jahnstraße
- Ossecker Stadion
- Lion-Halle am Jean-Paul-Gymnasium
- Hofbad, städtisches Schwimmbad und Freibad
- Schwimmhalle des Schulzentrums am Rosenbühl

## Musik

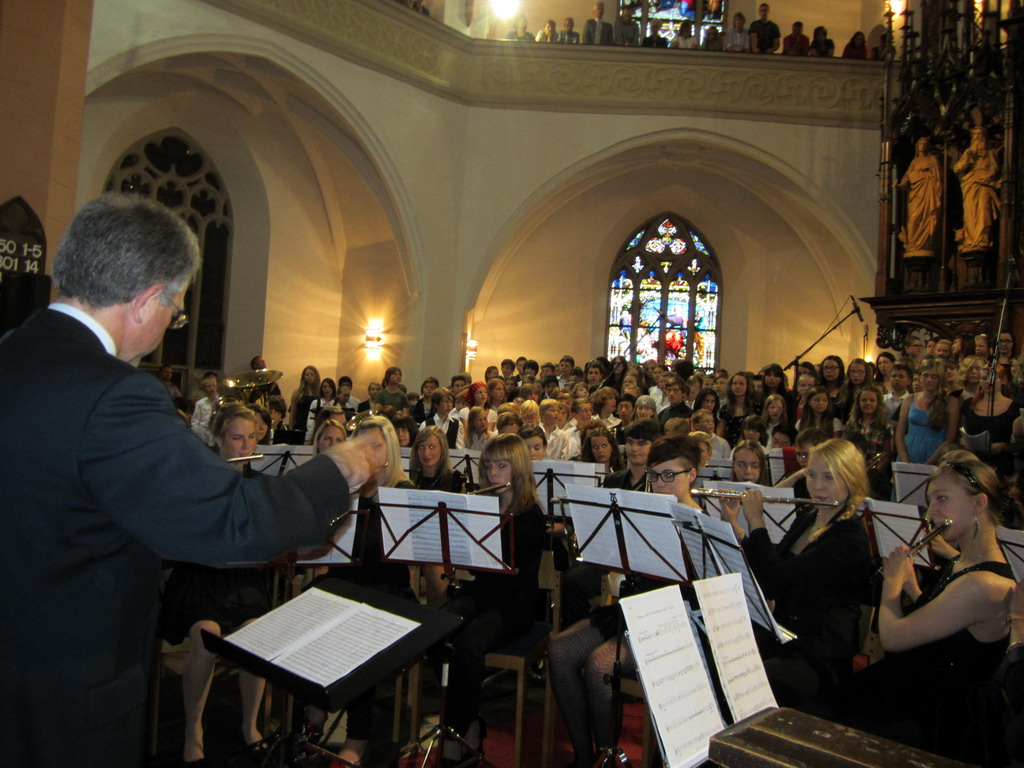
Schulkonzert 2012 unter der Leitung von Wolfgang Mehling

Neben dem offiziellen Musikunterricht werden verschiedene Wahlfächer angeboten. Die Chorarbeit gliedert sich in Jahrgangsstufen. Im Chor der 5. Klassen liegt die Zahl der Teilnehmer bei etwa 75 Kindern, am „großen Chor“ beteiligen sich bis zu 100 Schüler. Zusätzlich besteht ein Vokalensemble aus besonders stimmlich begabten Sängern. Im Rahmen des Wahlunterrichtes können in Kooperation mit den Hofer Symphonikern Streichinstrumente wie Violine, Violoncello und Kontrabass erlernt werden. Nach erfolgreicher Unterrichtszeit besteht die Möglichkeit, am Schulorchester teilzunehmen. Ein weiteres Projekt ist die Bläserklasse, an dem pro Jahrgang etwa 30 Personen teilnehmen. Zusätzlich zum regulären Musikunterricht werden in weiteren Unterrichtsstunden Instrumente wie Querflöte, Klarinette, Saxophon, Trompete, Posaune, Euphonium, Tuba, Waldhorn und Schlagzeug unterrichtet. Der weitere Weg führt zum Symphonischen Blasorchester Hof.
Die musikalischen Ergebnisse werden regelmäßig von etwa 400 Schülern im Sommer- und Adventskonzert in der Hofer Freiheitshalle und der Michaeliskirche präsentiert. Fortgeschrittene Instrumentalisten nehmen an überregionalen Wettbewerben wie Jugend musiziert teil. Das konzertante Engagement erstreckt sich auch auf die Region Oberfranken.

## Förderverein
Im Schuljahr 1948/49 wurde der Förderverein „Die Schulgemeinde“ von Eltern, ehemaligen Schülern, Lehrern und Gönnern der Schule gegründet. Das Ziel des Vereins ist, durch ein Beitrags- und Spendenaufkommen die Ausstattung der Schule zu verbessern, Schüler zu unterstützen und schulische Veranstaltungen zu fördern. Zu Beginn jedes Jahres stimmt die Schulgemeinde mit dem Elternbeirat und der Schulleitung die Vergabe der verwalteten Geldmittel ab. Der Jahresetat enthält Beträge für Preise bei besonderen schulischen Leistungen, für Beihilfen an bedürftige Schüler bei Schulfahrten (Schullandheim, Schneesportkurse, Studienfahrten), für die Aufstockung des Bücherbestandes der Bibliothek oder für den Schüleraustausch. Der Lehrbetrieb erhält Zuschüsse für zusätzliche Unterrichtsgeräte in den Naturwissenschaften, in Mathematik, Informatik und im modernen audiovisuellen Unterricht. Außerdem werden Gelder zur Unterstützung von Projekten, Präsentationen und für besondere Anschaffungen in den Fächern Sport, Musik und Kunst bewilligt.

## Direktoren des Schiller-Gymnasiums
| - 1877–1888: Karl Moroff - 1888–1899: Bernhard Jegel - 1899–1909: Wilhelm End - 1909–1919: Heinrich Höhl - 1919–1932: Georg Wetzstein - 1932–1937: Wilhelm Widder | - 1937–1941: Hans Niggl - 1941–1945: Josef Bauer - 1945–1952: Josef Dobmeyer - 1952–1957: Georg-Karl Bauer - 1957–1973: Christian Braun - 1973–1976: Friedrich Koch | - 1976–1987: Ludwig Weiß - 1987–2006: Fritz Walther - 2006–2019: Rainer Schmidt - seit 2019: Anke Emminger |

## Schülerverbindungen
Am Schiller-Gymnasium in Hof sind die beiden Schülerverbindungen Abituria O.R. Hof und RAAV Absolvia Hof aktiv.

## Schule ohne Rassismus – Schüler mit Courage

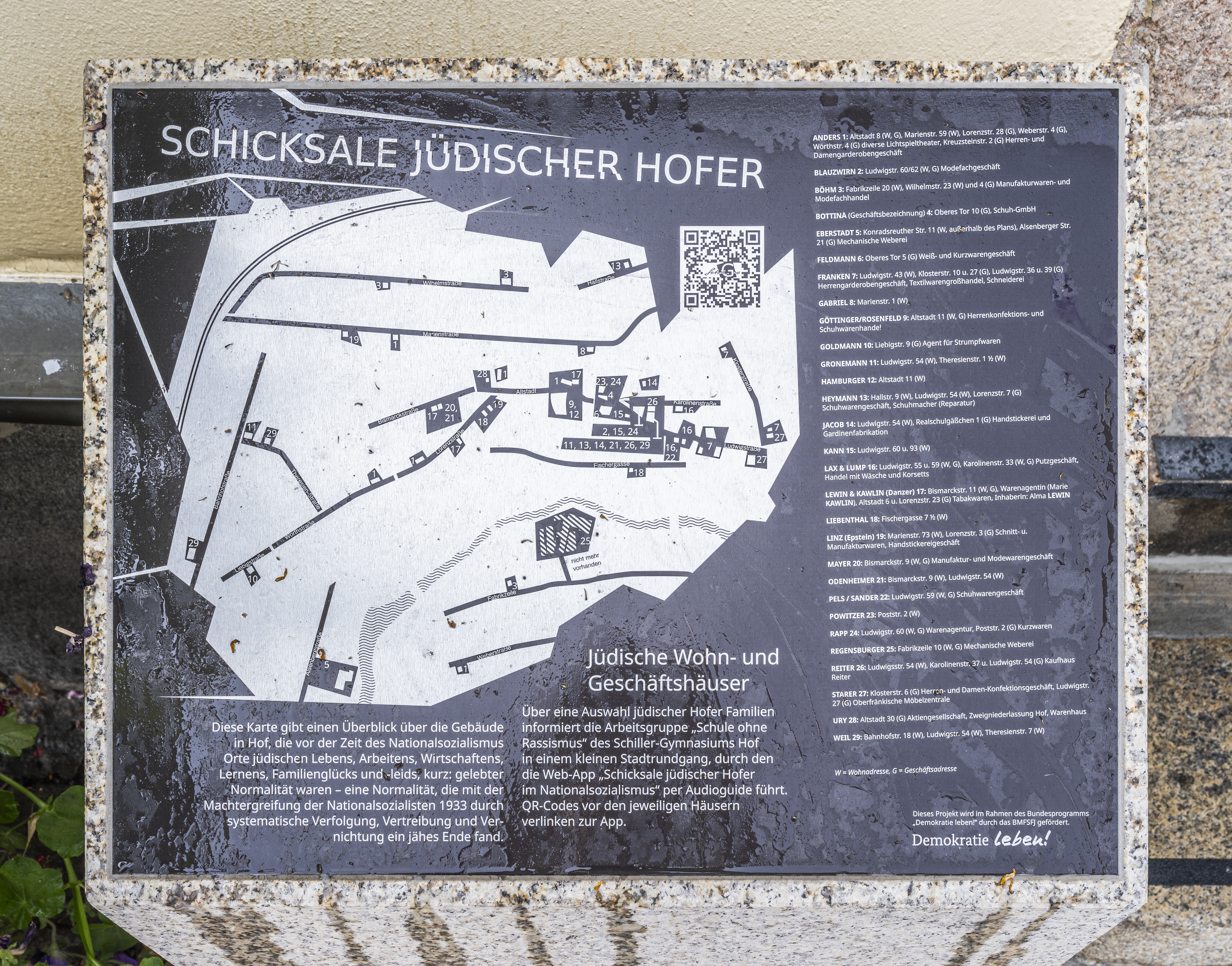
Durch eine Schülergruppe wurde das Projekt ins Leben gerufen und wird digital gestützt

Unter der "Schule ohne Rassismus – Schüler mit Courage" führen Schülerinnen und Schüler verschiedene Projekte durch. Größere Bekanntheit erhielt das Projekt "Schicksale jüdischer Hofer", das das Leben von Hofer Juden zur Zeit des Nationalsozialismus porträtiert und von "Demokratie leben" des BMFSFJ gefördert wurde. Am 8. Mai 2025 hat die Stadt Hof die Stelen an Orten freigegeben, wo Hofer Juden zur NS-Zeit (und davor) gelebt und gearbeitet hatten.

## Ehemalige Schüler (Auswahl)
- Eric Boehm, 1934 aus rassistischen Gründen von der Schule entfernt, US-amerikanischer Verleger
- Harald Fichtner, Jurist, ehemaliger Oberbürgermeister, Hochschullehrer
- Hanns von Hofer, Verwaltungsjurist und Landrat
- Reiner Knieling, Professor für Evangelische Theologie
- Matthias Oertel, Professor für Neurochirurgie
- Peter-Michael Tschoepe, Maler, Kulturamtsleiter der Stadt Hof

## Publikationen
- Schiller-Gymnasium Hof. Jahresbericht (Fortlaufende Jahrgänge).
- Lea Stühlmeyer (Hrsg.): Hof ist bunt. Das Schiller Gymnasium zeigt Courage. DeBehr, Radeberg 2012, ISBN 978-3-944028-17-0.